# Prix du menteur en politique
Le prix du menteur en politique est un prix satirique récompensant les « pires mensonges » des personnalités politiques françaises, créé par le politologue et militant de gauche Thomas Guénolé le 19 janvier 2015.
Selon le jury du prix, « cette distinction est décernée avec humour pour inciter la classe politique à moins mentir, pour sensibiliser le journalisme politique à l’importance de la vérification des faits et pour encourager le grand public à vérifier la véracité de ce que dit le personnel politique ».
Le jury est composé principalement de journalistes politiques spécialisés dans la vérification des faits, de droite comme de gauche, issus des rédactions des quotidiens, sites d'actualité et radios françaises.
Le prix est destiné à être annoncé au début de chaque année, pour les mensonges politiques de l’année précédente. Ainsi, le prix 2014 a été décerné en février 2015.
Le 21 décembre 2017, Thomas Guénolé annonce que Clément Viktorovitch lui succède à la présidence du jury.

## Palmarès 2014
Palmarès proclamé en février 2015.

### Récompenses
- Grand vainqueur du Prix
  - Nicolas Sarkozy, « pour ses 17 mensonges répétés en boucle[5] pendant sa campagne de réélection à la présidence de l’UMP »[1],[6].

- Prix spécial du jury
  - Jérôme Cahuzac, « pour l’ensemble de son œuvre. Décerné à l'unanimité du jury »[1].

- Prix « Un certain regard »
  - Jean-Pierre Jouyet, « pour son poker menteur raté dans l’affaire Jouyet-Fillon, car démentir son propre démenti repousse les limites de la créativité mensongère »[1].

- Prix du « Jeune espoir »
  - Guillaume Peltier, « en tant que jeune espoir prometteur, notamment sur le coût des syndicats, sur les retraites et, sorte de mise en abîme, quand il s'est servi de Désintox [a] pour faire de l'intox »[1].

### Jury
Présidé par le politologue Thomas Guénolé, le jury 2014 était composé de cinq journalistes : Mélissa Bounoua (Slate), Camille Dahan (RMC), Alexandre Devecchio (« FigaroVox », Le Figaro), Samuel Laurent (« Les Décodeurs », Le Monde) et Cédric Mathiot (« Désintox », Libération).

## Palmarès 2015
Palmarès proclamé le 5 février 2016.
Note : Nicolas Sarkozy (Les Républicains), ayant remporté le Prix du menteur politique en 2014, bénéficiait cette année d’un « totem d’immunité ».

### Récompenses
- Grand vainqueur du Prix
  - Marine Le Pen, « pour son accumulation d'affirmations fausses sur les migrants (par exemple sur l'ampleur de la vague d'arrivants, sur leur sexe et leurs motivations, sur le faux assaut de migrants contre des pompiers à Calais, par martelage de cette question lors des régionales alors que ce n'est pas une compétence régionale…) ou sur le djihadisme »[9].

- Prix spécial du jury
  - Patrick et Isabelle Balkany, « pour l'ensemble de leur carrière »[10].

- Prix « Un certain regard » (ex aequo)
  - Claude Bartolone, « pour avoir accusé Valérie Pécresse de défendre "la race blanche" »[11].
  - Pierre Lellouche, « pour avoir réussi l'exploit de produire un "droit de réponse à la bienpensance" aux articles ayant pointé son intox sur les indemnités accordées aux réfugiés... dans lequel il reconnaît avoir dit n'importe quoi »[11]

- Prix « Robocop »
  - Bernard Cazeneuve, « pour avoir relayé la version mensongère du RAID selon laquelle l'assaut de Saint-Denis s'est fait sous un déluge de feu des terroristes »[12].

- Prix du « Cumulard de l'année »
  - Jean-Yves Le Drian, « pour son cumul des fonctions de ministre de la Défense et de président de la région Bretagne, en contradiction flagrante avec un engagement solennel de François Hollande (« Moi président de la République, les ministres ne pourront pas cumuler leur fonction avec un mandat local, parce que je considère qu'ils devraient se consacrer pleinement à leur tâche. ») »[9].

- Prix du « Meilleur second rôle féminin »
  - Lydia Guirous, « éphémère porte-parole du parti Les Républicains, pour avoir prétendu que la France est le pays européen qui accueille le plus d'étrangers »[10].

- Prix du « Meilleur second rôle masculin »
  - Christian Estrosi, « pour son virage à 180 degrés, digne des plus belles courses de moto, sur la position à tenir à droite face au Front national »[13].

- Prix du « Meilleur costume »
  - Bernard Cazeneuve, « pour avoir exagéré le nombre de reconduites à la frontière afin d'assurer qu'il est plus ferme que la droite lorsqu'elle était au pouvoir »[11].

- Prix spécial de l'« Audace statistique »
  - François Hollande, « pour avoir tenté de vanter le "bon bilan" de plus de 3 000 perquisitions sous état d'urgence alors qu'elles ont abouti à... seulement 4 vraies procédures antiterroristes »[12].

- Prix du « Jeune espoir »
  - Laurent Wauquiez, « pour sa spectaculaire accumulation de mensonges, sur lui-même pour se construire un personnage public globalement factice, et sur de multiples sujets politiques (par exemple sur les relations politiques entre Charles de Gaulle et Guy Mollet) »[14].

### Jury
Présidé par Thomas Guénolé, le jury 2015 était composé de six journalistes : Mélissa Bounoua (Slate), Alexandre Devecchio (« FigaroVox », Le Figaro), Hugo Domenach (Le Point), Samuel Laurent (« Les Décodeurs », Le Monde), Cédric Mathiot (« Désintox », Libération) et Antoine Krempf (« Le Vrai du faux », France Info).

## Palmarès 2016
Palmarès proclamé le 19 janvier 2017,,.

### Récompenses
- Grand vainqueur du Prix
  - Robert Ménard, « pour son incroyable constance dans le mensonge lorsqu’il évoque l’immigration »[3].

- Premier dauphin
  - Manuel Valls, « pour son retournement de veste spectaculaire (49.3, heures supplémentaires défiscalisées) en devenant candidat à la primaire du PS en 2017 »[3].

- Prix spécial du jury
  - Nicolas Sarkozy, pour l’ensemble de sa carrière[3].

- Prix « Un certain regard » pour des mensonges particulièrement absurdes ou bizarres
  - Christian Estrosi, « pour avoir prétendu qu’il a fait installer des portiques de sécurité gare Saint-Charles à Marseille en réponse aux attentats de novembre 2015 »[3].

- Prix « Jacques Dutronc » du plus beau retournement de veste
  - François Fillon « pour sa volte-face sur la réforme de la Sécurité sociale »[3].

- Prix du « Naufrage en politique »
  - Maud Fontenoy « pour avoir prétendu que 12 000 chercheurs français sont partis aux États-Unis faute de pouvoir chercher en France des techniques non polluantes d’extraction du gaz de schiste »[3].

- Prix du « Grand Remplacement »
  - Jean-Pierre Chevènement « pour avoir affirmé qu’il y a "135 nationalités à Saint-Denis, dont une (la française) qui a quasiment disparu" »[3].

- Prix du « Jeune espoir » (ex aequo)
  - Nicolas Bay, « pour son accumulation de mensonges sur la réquisition des logements HLM, sur la loi travail et le communautarisme, sur le nombre de postes de policiers créés sous Hollande, pour avoir prétendu que 95 % des dégradations de lieux de culte visaient les chrétiens, sur un supposé « mythe » du réfugié de guerre, sur les peines de prison non exécutées, ou encore sur l'élection de Donald Trump »[16] ;
  - Florian Philippot, pour avoir prétendu notamment « que la France ne peut plus expulser des étrangers délinquants de son territoire (...) que les étrangers en situation irrégulière n’avaient pas droit à une aide médicale avant 2000 (...) que la loi n’accorde aucun droit aux sans-papiers »[16].

- Prix du meilleur menteur politique à l’étranger
  - Donald Trump « pour l’ensemble de son œuvre »[3].

### Jury
Présidé par Thomas Guénolé, le jury 2016 était composé de huit journalistes : Mélissa Bounoua (Slate), Hélène Decommer (L’Express), Alexandre Devecchio (« FigaroVox », Le Figaro), Hugo Domenach (Le Point), Antoine Krempf (« Le Vrai du faux », France Info), Delphine Legouté (Marianne), Pauline Moullot (« Désintox », Libération) et Estelle Schmitt (France Inter).

## Palmarès 2017
Palmarès proclamé le 1er février 2018,.

### Récompenses
- Grand vainqueur du Prix
  - François Fillon, pour s'être « illustré par ses innombrables bobards lors d'une élection qui devait être "imperdable" pour sa famille politique. Des mensonges particulièrement nombreux autour de "l'affaire Penelope" : promettre de retirer sa candidature en cas de mise en examen ; se tromper sur les dates d'embauche de son épouse et mentir sur son vrai rôle à ses côtés... ; assumer qu'il a rémunéré ses enfants avocats... qui n'étaient alors qu’étudiants ; assurer, à tort, que les médias ont annoncé le suicide de sa femme[17] ; accuser François Hollande d'avoir monté un complot contre lui, accusations qu'il n'a pas pu étayer pour l'heure »[17].

- Prix spécial du jury
  - Christophe Castaner, « pour l'ensemble de son œuvre en tant que porte-parole du gouvernement. Il a souvent dû se contorsionner, rivalisant de mauvaise foi pour justifier la parole présidentielle : sur les « fainéants » de Macron ; lorsque Macron souhaite que les salariés de GM&S arrêtent de « foutre le bordel » ; lorsqu'il assure que « tous les salariés » vont connaitre à la fin du mois de janvier « une forte augmentation » de salaire (contre 0,7% dans les faits) »[17].

- Prix du jeune espoir
  - Gérald Darmanin, car il est « prêt à tout pour défendre la politique du gouvernement, quitte à assurer qu'Emmanuel Macron va offrir "environ un treizième mois par an" à la "très grande majorité des Français". Un calcul qui est faux à la fois sur l'assiette et sur le chiffre »[17] ;
  - une « Mention spéciale » est attribuée à Sibeth Ndiaye (conseillère presse du président de la République), « pour cette déclaration : "J’assume parfaitement de mentir pour protéger le Président" »[17].

- Prix « Un certain regard » du mensonge le plus absurde
  - Bruno Retailleau, pour avoir « affirmé, au soir du meeting du Trocadéro, le 5 mars 2017 : "Vous êtes plus de 200 000 !"... alors que la place du Trocadéro ne peut contenir que 60 000 personnes »[17] ;
  - une « Mention spéciale » est attribuée à Jean Lassalle, « candidat malheureux à la présidentielle, pour avoir oublié une mesure présente dans son propre programme »[17].

- Prix « Jacques Dutronc » du retournement de veste
  - Marine Le Pen, « pour son abandon non-assumé de la sortie de l'euro »[17].

- Prix « Brutus » de la trahison
  - Manuel Valls et François de Rugy, « pour avoir l'un comme l'autre soutenu Emmanuel Macron après s'être engagés, par écrit, à faire la campagne du candidat issu de la primaire de la gauche »[17].

- Prix « Une histoire sans fin » du mensonge qui n'en finit pas de faire gloser
  - Jean-Luc Mélenchon, « pour sa sous-estimation du nombre d'opposants décédés lors des manifestations au Venezuela »[17].

### Jury
Le 21 décembre 2017, Thomas Guénolé annonce qu'en raison de son engagement politique dans le mouvement La France insoumise, il ne sera plus membre du jury et ne le présidera plus. Il annonce que son confrère le politologue Clément Viktorovitch lui succède comme président du jury du prix.
Présidé par Clément Viktorovitch, le jury 2017 était composé de Hugo Domenach (journaliste, Le Point), Raphaël Haddad (universitaire, fondateur de l’agence « Mots-Clés »), Delphine Legouté (journaliste, Marianne), Pauline Moullot (journaliste à « Désintox », Libération) et Claire Sécail (chercheuse CNRS à l'Université Paris-Dauphine).